# Uraeotyphlus oxyurus
Uraeotyphlus oxyurus és una espècie d'amfibis gimnofions de la família delsIchthyophiidae que habita als Ghats Occidentals, a l'estat de Kerala, Índia. Va ser descrit cientifícament com a Caecilia oxyura per primera vegada el 1841 per André Duméril i Gabriel Bibron.
És una espècie subterrània associada a sòls rics en humus, solts i humits. També s'ha observa a boscos perennes humits, terres agrícoles i jardins rurals. Probablement és una espècie ovípara amb ous terrestres i larves aquàtiques.

## Distribució
Tamil Nadu (Anaimalai i Tinnevelly Hills) i Kerala (Cochin, Wynaad, Costa de Malabar i Trichur), Índia.